# Chrysopa margaritina
Chrysopa margaritina là một loài côn trùng trong họ Chrysopidae thuộc bộ Neuroptera. Loài này được Palisot de Beauvois miêu tả năm 1807.